# Callitris
Callitris (syn. Actinostrobus) — рід хвойних рослин родини кипарисових. Назва роду походить від грецьких callos, красивий і treis, три, посилаючись на красу рослин і трійчасте листя і лусочки шишок. Рід поширений у Новій Каледонії й Австралії.

## Поширення, екологія
Австралія (всі штати) і Нова Каледонія. Хоча рід широко розповсюджений, багато з видів мають дуже вузьке поширення, що складається з локалізованих, роз'єднаних клаптів. Клімат характеризується жарким літом і м'якою теплою зимою. Річна кількість опадів різна, в діапазоні (200)400–600(2000) мм. Чисті поселення бувають, але Callitris, як правило, росте разом з Acacia aneura, Geijera, Myoporum і Casuarina. Супутні виду чагарники включають Eremophila, Dodonaea, Atriplex, Maireana, Sclerolaena і трави (наприклад Triodia, Plectrachne, Aristida і Austrostipa).

## Морфологія
Однодомні, вічнозелені дерева або кущі. Гілки висхідні чи розлогі. Кора стійка, важка і компактна (волокниста в C. macleayana). Листки вічнозелені. На дорослих рослинах листки лускоподібні. Листки молодих рослин ростуть по 4, трикутні в поперечному перерізі. Чоловічі шишки яйцеподібні, оберненояйцеподібні, довгасті або циліндричні, поодинокі, парні або кластерні; пилок сферичний. Жіночі шишки поодинокі або згруповані на коротких бічних гілках, зріють 18–20 місяців, до 1–3 см у довжину і в ширину, кульове щоб яйцеподібні (гострі в C. macleayana). Шишки залишаються закритими на деревах протягом багатьох років, відкриваючись тільки після того, як стають обпаленими лісовою пожежею. 2n=22. Дерева С. macleayana доростають до 50 м у висоту і 1,5 м в діаметрі.

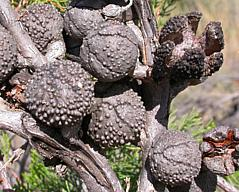
Callitris verrucosa шишки

## Використання
Деревина, як для хвойних порід, досить важка і щільна. Австралійські аборигени використовували різні види для різних цілей. Деревина використовується на дрова і смолоскипи, весла, списи, предмети культу, музичні палиці, в кора використовується для виробництва мотузки. Смола використовувалась для клеїв. Шишки, кора, листя і попіл використовуються в медицині. Деревина стійка до гниття і атак термітів. Використовується для виготовлення телефонних стовпів і підлоги. Підходить для виготовлення меблів.

## Загрози та охорона
Величезні райони були очищені для випасу худоби. Великі порції лісу і рідколісся, що залишилися включені в державні природоохоронні території.